# Lijst van afleveringen van Xena: Warrior Princess
Dit is een lijst met afleveringen van de Amerikaanse televisieserie Xena: Warrior Princess.

## Afleveringen
De serie telt zes seizoenen en is een spin-off van Hercules: The Legendary Journeys, waarin het titelpersonage Xena is geïntroduceerd. Ter volledigheid zijn de Hercules-afleveringen die verhaal-technisch direct aan de eerste aflevering van Xena: Warrior Princess voorafgaan eveneens opgenomen.

### Xena inHercules: The Legendary Journeys
In deze drie afleveringen van Hercules wordt Xena geïntroduceerd als de geslepen aanvoerster van een schurkenleger die uit is op uitbreiding van haar territorium. Ze daagt Hercules uit en verleidt zijn vriend Iolaus in een poging de twee van elkaar te vervreemden. Ze slaagt daar niet in, maar ze zweert wraak te zullen nemen. Als haar troepen zich echter op een dag tegen haar keren, verlaat ze hen en sluit ze zich aan bij Hercules om het tegen haar oude manschappen op te nemen. Hercules laat haar inzien dat ze slecht geleefd heeft en dat ze het een en ander goed te maken heeft.
| #    | Titel                | Oorspr. uitzenddatum V.S. | Regie            | Script        |
| ---- | -------------------- | ------------------------- | ---------------- | ------------- |
| 1.09 | The Warrior Princess | 13 maart 1995             | Bruce Seth Green | John Schulian |
| 1.12 | The Gauntlet         | 1 mei 1995                | Jack Perez       | Peter Bielak  |
| 1.13 | Unchained Heart      | 8 mei 1995                | Bruce Seth Green | John Schulian |

### Seizoen 1 (1995 - 1996)
Het eerste seizoen van Xena: Warrior Princess begint waar Unchained Heart in de Hercules-serie ophield: Xena begraaft letterlijk haar wapens. Al snel leert ze echter dat ze haar vechterstalent ook positief kan gebruiken. In een poging boete te doen voor haar duistere verleden, helpt ze gevraagd en ongevraagd weerloze dorpelingen en vrienden in nood. Gabriëlle, een jong meisje dat ze heeft gered uit de handen van slavenhandelaars, volgt haar op haar reizen.
De afleveringen in dit seizoen staan verhaal-technisch allemaal op zichzelf. Een rode lijn vormt wel de ontwikkeling van de personages Xena en Gabriëlle en hun onderlinge verhouding. Xena is weliswaar ten goede gekeerd, maar is constant in gevecht met haar eigen geweten en haar reputatie. Aanvankelijk gelooft niemand dat ze echt veranderd is, en overal waar ze komt worden haar intenties met argwaan bejegend. Ze werpt zich op als de beschermer van de jonge, naïeve Gabriëlle, die op haar beurt heilig in de goede bedoelingen van Xena gelooft en haar steevast tegenover wantrouwende menigten verdedigt. Gabriëlle verheerlijkt Xena's heroïek, maar Xena drukt Gabriëlle op het hart dat haar levensstijl niet nastrevenswaardig is. Er wordt veel nadruk gelegd op het feit dat Gabriëlle nooit iemand heeft gedood en haar en Xena's inzet om dat zo te houden. Het wapen dat ze halverwege het seizoen kiest (afl. 10: Hooves and Harlots), de staf, is in die zin tekenend: het is een verdedigend wapen, dat mits goed gebruikt niet dodelijk is.
Aanvankelijk volgt Gabriëlle Xena ondanks Xena's bezwaar daartegen, maar al snel ontwikkelt zich een hechte band tussen beiden. Ze gaan elkaar als familie beschouwen. In de afleveringen The Greater Good (afl. 21) en Is There a Doctor in the House? (afl. 24), waarin respectievelijk Xena en Gabriëlle korte tijd dood is, blijkt overduidelijk hoeveel ze in de loop der tijd voor elkaar zijn gaan voelen. In dit seizoen duiken er verschillende oud-minnaars van Xena op, en Gabriëlle ervaart enkele kalverliefdes. Toch werd op internet druk gespeculeerd over de mogelijkheid van een relatie tussen Xena en Gabriëlle. Vooral Altared States (afl. 19) voedde deze geruchtenmachine: in de openingsscène zwemmen ze samen naakt, Gabriëlle verzucht bedwelmd door hallucinogene middelen hoe mooi Xena is, en aan het eind van de aflevering is hun interactie ongekend speels.
In dit seizoen worden belangrijke secundaire personages geïntroduceerd: Ares, God van de Oorlog (afl. 6: The Reckoning), de Amazones en de Centauren (afl. 10: Hooves and Harlots), nemesis Callisto en Joxer (afl. 22: Callisto).
| Nr. | #  | Titel                                       | Regisseur         | Schrijver(s)                                 | Datum uitzending  |
| --- | -- | ------------------------------------------- | ----------------- | -------------------------------------------- | ----------------- |
| 1 | 1  | Sins of the Past                            | Doug Lefler       | Robert Tapert & John Schulian                | 4 september 1995  |
| Ooit was Xena een nietsontziende krijgsvrouw, voor wie het opperste doel macht door vernieling was. Omwille van een eenvoudig gebaar van medeleven, liet haar eigen leger haar echter zonder pardon in de steek. Voor Xena was dit een keerpunt. In het besef dat ze haar eigen menselijkheid totaal had verloochend, besloot Xena haar leven te beteren. Voortaan zou ze zich voor de zwakkeren van de maatschappij inzetten, voor al wie door de troepen van krijgsheer Draco wordt bedreigd. In een klein boerendorpje ontmoet ze een pittige, moedige jonge vrouw, de bard Gabrielle. Op zoek naar meer actie en spanning beslist Gabrielle om Xena stiekem te volgen. |    |                                             |                   |                                              |                   |
| 2 | 2  | Chariots of War                             | Harley Cokeliss   | Josh Becker & Jack Perez                     | 11 september 1995 |
| Ergens in een vallei trachten een aantal boerenfamilies een nieuwe gemeenschap op te zetten. Maar hun pogingen om enkele gebouwen recht te trekken, worden telkens ondermijnd door de wraakzuchtige Sphaerus, zoon van krijgsheer Cycnus, die de grond van de boeren voor zichzelf opeist. Wanneer Sphaerus op een dag zijn zoveelste aanval lanceert, worden zijn mannen onverwacht teruggeslagen door een toevallig voorbijkomende Xena. Ze slaagt er op het nippertje in het zoontje van een van de boeren te redden, maar wordt zelf geveld door een pijl die Sphaerus vlak voor zijn aftocht nog op haar loslaat. De dankbare vader Darius staat erop dat Xena zich door hem laat verzorgen en in zijn huis blijft tot ze volledig hersteld is.                                                 |    |                                             |                   |                                              |                   |
| 3 | 3  | Dreamworker                                 | Bruce Seth Green  | Steven L. Sears                              | 18 september 1995 |
| Op hun doortocht door de Mystic Mountains worden Xena en Gabrielle belaagd door een aantal struikrovers. Xena slaagt erin de bende van zich af te slaan en doodt hun leider. Het hele tafereel wordt vanop afstand gadegeslagen door Manus, een van de hogepriesters uit het gebergte. Hij is ervan overtuigd dat Gabrielle de ideale bruid zou zijn voor Morpheus, de God der Dromen, en geeft zijn mannen de opdracht haar te ontvoeren. |    |                                             |                   |                                              |                   |
| 4 | 4  | Cradle of Hope                              | Michael Levine    | Terence Winter                               | 25 september 1995 |
| Een orakel voorspelt dat een pasgeboren kind ooit op de troon van koning Gregor zal plaatsnemen. Toeval wil dat er in de hofhouding van de koning zopas een jongetje is geboren van wie de moeder in het kraambed gestorven is. De familieleden van de overleden vrouw vrezen voor het leven van het kind en zetten het in een mandje op de rivier. De volgende ochtend wordt de baby gevonden door Xena en Gabrielle. Maar Nemos, de raadsheer van de koning, is met zijn manschappen koortsachtig op zoek naar de boreling. De mysterieuze Pandora voegt toe aan de verwarring om de hoop te koesteren dat alles in orde komt. |    |                                             |                   |                                              |                   |
| 5 | 5  | The Path Not Taken                          | Stephen L. Posey  | Julie Sherman                                | 2 oktober 1995    |
| De beeldmooie prinses Jana is verloofd met prins Agranon van Colonus. Het huwelijk tussen beide jonge mensen zal een einde maken aan de jarenlange oorlog tussen hun volkeren. Maar kort voor de huwelijksdag wordt prinses Jana ontvoerd door een bende gemaskerde mannen. Prins Agranon is de wanhoop nabij en vraagt hulp aan Xena om zijn verloofde uit de klauwen van de boosdoeners te bevrijden. Hij vermoedt dat de trawanten van Menzentius achter de ontvoering zitten. Menzentius is een succesrijke wapenhandelaar die uiteraard niet gediend is met een nakende vrede tussen de twee volkeren. Xena stemt toe en gaat op zoek naar Jana. |    |                                             |                   |                                              |                   |
| 6 | 6  | The Reckoning                               | Charles Siebert   | Peter Allan Fields                           | 16 oktober 1995   |
| Xena stoot toevallig op een groepje dorpsbewoners die worden aangevallen door een ijzersterke, gemaskerde man. Net wanneer hij zijn laatste slachtoffer wil doden, komt Xena tussenbeide. Het wordt al snel duidelijk dat de geheimzinnige man opgewassen is tegen Xena's kracht en snelheid. Midden in het verbeten gevecht verdwijnt de vreemdeling plots. Wanneer de overige dorpsbewoners even later komen toesnellen, treffen ze Xena aan met bloed aan haar handen en zwaard. Voor de boeren is het duidelijk dat zij de dood van hun vrienden op haar geweten heeft. De dorpsbewoners willen wraak nemen alhoewel hun hoofdman aandringt op een eerlijk proces. |    |                                             |                   |                                              |                   |
| 7 | 7  | The Titans                                  | Eric Brevig       | R.J. Stewart                                 | 30 oktober 1995   |
| Xena zit een bende rovers op de hielen, aangevoerd door de moordzuchtige en wrede Hesiod. Terwijl ze Hesiod achtervolgt, belandt Gabrielle toevallig in een grot waar een groep priesters een religieus ritueel voltrekken. Een jong meisje tracht een magische spreuk af te lezen van een oude papierrol, maar vindt de juiste intonatie niet. Wanneer Gabrielle haar verbetert, breken er plots drie reusachtige, stenen sculpturen uit de wand van de grot los. Door middel van de spreuk is ze erin geslaagd de drie Titanen Theia, Crias en Hyperion weer tot leven te wekken. Aanvankelijk is het drietal haar eindeloos dankbaar en zowel Theia als Crias zijn ervan overtuigd dat Gabrielle een machtige godin is. Maar Hyperion deelt hun overtuiging niet en begint al snel te rebelleren. |    |                                             |                   |                                              |                   |
| 8 | 8  | Prometheus                                  | Stephen L. Posey  | R.J. Stewart                                 | 6 november 1995   |
| Xena wordt aangevallen door vier moordzuchtige premiejagers. Ze slaagt erin hun aanval af te wenden en redt zelfs het leven van Demophon, een van haar belagers die tijdens het gevecht ernstig gewond raakte. Die avond schuilt Xena samen met Gabrielle en Demophon voor een hevig onweer in de plaatselijke herberg. Plots begint Demophon naar adem te snakken en voor Xena hem kan helpen, sterft hij. Ook een andere bezoeker van de taverne overlijdt enkele seconden later. Net op dat moment horen Gabrielle en Xena een luid gebrul boven de donderslagen uit. Volgens Xena wijzen alle tekenen erop dat de mythische figuur Prometheus door de goden gevangen genomen is. Ze is vastbesloten Prometheus weer te bevrijden en gaat naar het orakel van Io om raad te vragen.               |    |                                             |                   |                                              |                   |
| 9 | 9  | Death in Chains                             | Charles Siebert   | Babs Greyhosky, Adam Armus & Nora Kay Foster | 13 november 1995  |
| Wanneer de ziekelijke Koning Sisyphos bezoek krijgt van Celesta, de Godin van de Dood, neemt hij haar gevangen. Niet bekwaam om haar doodskaars vast te houden, begint deze langzaam weg te smelten. Dit zorgt ervoor dat de gehele mensheid niet kan sterven, zelfs niet als ze dodelijk gewond zijn. Het is aan Xena en Gabrielle, met de hulp van een nieuwe vriend, om Celesta te redden voor de kaars is opgebrand. |    |                                             |                   |                                              |                   |
| 10 | 10 | Hooves and Harlots                          | Jace Alexander    | Steven L. Sears                              | 20 november 1995  |
| Iemand probeert een oorlog te ontketenen tussen de Amazonen en de Centauren. Wanneer Xena en Gabrielle het Amazonegebied betreden, worden ze vrijwel onmiddellijk omsingeld door vier jonge krijgers. Deze zijn bereid hen op hun tocht te begeleiden en te beschermen, maar krijgen van Terreis, zus van Amazonekoningin Melosa, de opdracht hen tot bij de vorstin te brengen. Onderweg raken Gabrielle en Terreis erg goed bevriend. Wanneer het groepje overvallen wordt en Terreis dodelijk gewond raakt, maakt Melosa van Gabrielle een Amazoneprinses en erft het kastenrecht, wat inhoudt dat ze de moordenaar moet opsporen en Terreis' dood wreken. |    |                                             |                   |                                              |                   |
| 11 | 11 | The Black Wolf                              | Mario DiLeo       | Alan Jay Glueckman                           | 9 januari 1996    |
| Een groep vrijheidsstrijders omsingelt en vermoordt de gewapende belastinginners van Koning Xerxes, de wrede heerser van Argos. Deze is kwaad en eist van de dorpsbewoners dat ze de identiteit prijsgeven van hun rebelse leider Black Wolf. Een dozijn moedige burgers beweert de Black Wolf te zijn en wordt dan ook prompt aangehouden en opgesloten. Wanneer Xena even later in het dorp aankomt, ziet ze hoe haar vriendin Hermia door de schildwachten van Xerxes wordt mishandeld, omdat ze erop aandringt haar dochter Flora te mogen zien. Het meisje werd gevangen genomen omdat ze verliefd werd op een Black Wolf-volgeling. Xena laat zich met opzet arresteren om zo de dorpelingen te helpen te ontsnappen.                                                                          |    |                                             |                   |                                              |                   |
| 12 | 12 | Beware Greeks Bearing Gifts                 | T.J. Scott        | Roy Thomas & Janis Hendler                   | 15 januari 1996   |
| Helen, de koningin van Troje, schrikt wakker. In een nachtmerrie zag ze zichzelf bijna vermoord worden door een mysterieuze krijger. Haar wederhelft Paris probeert haar gerust te stellen en verzekert haar dat er weldra een einde zal komen aan de tien jaar durende Trojaanse Oorlog tegen de Grieken. Helen blijft er echter van overtuigd dat er haar een groot onheil te wachten staat en stuurt haar persoonlijke lijfwacht Miltiades naar Xena. Misschien kan zij het slopende conflict stopzetten en het gevaar afwenden. Wanneer Xena de oorlog probeert te winnen, ontmoet Gabrielle Perdicas, haar voormalige verloofde, die nu werkt als huurling van Troje. |    |                                             |                   |                                              |                   |
| 13 | 13 | Athens City Academy of the Performing Bards | Jace Alexander    | R.J. Stewart & Steven L. Sears               | 22 januari 1996   |
| In een plaatselijke taverne vertelt Gabrielle honderduit over de heldendaden van Xena. Plots wordt ze benaderd door Orion, een vriendelijke jongeman die haar vraagt deel te nemen aan de wedstrijd, georganiseerd door de Atheense Stadsacademie voor Zang- en Dichtkunst. Wanneer ze verneemt dat de vier besten als studenten zullen toegelaten worden in deze gerenommeerde instelling, overweegt Gabrielle aan de auditie deel te nemen. Het is echter Polonius, Orions vader, die haar over de streep haalt door te beweren dat de academie niet bestemd is voor jonge dames. Gabrielle neemt afscheid van Xena en reist naar Athene. Maar er zijn vele anderen die auditie doen voor een beperkt aantal plaatsen, onder wie Homerus en Euripides.                                             |    |                                             |                   |                                              |                   |
| 14 | 14 | A Fistful of Dinars                         | Josh Becker       | R.J. Stewart & Steven L. Sears               | 29 januari 1996   |
| Xena probeert tevergeefs haar oude vriend Lycus te helpen wanneer die aangevallen wordt door de boosaardige Klonig. Het enige wat ze kan redden, is een lederen tas waarin een van de vier aanwijzingen steekt over de vindplaats van de Verloren Schat van de Soemerianen. Alleen Xena weet dat een deel van de schat een sleutel is die toegang geeft tot de Kamer van Ambrosia waar ambrozijn, het voedsel van de Goden die onsterfelijkheid verleent, ligt opgeslagen. Wanneer ze verneemt dat moordenaar Thersites reeds twee van de aanwijzingen in zijn bezit heeft, rest er haar geen andere keuze dan met hem samen te werken. |    |                                             |                   |                                              |                   |
| 15 | 15 | Warrior... Princess                         | Michael Levine    | Brenda Lilly                                 | 5 februari 1996   |
| Xena wordt door de koning ontboden. Tot haar grote verbazing wordt ze met meer dan normale beleefdheid onthaald. Al wie haar pad kruist binnen het kasteel, buigt voor haar. Een en ander wordt duidelijk wanneer Xena prinses Diana ontmoet, de dochter van de koning. Diana lijkt als twee druppels water op haar. Haar leven is blijkbaar in gevaar. Een en ander blijkt te maken te hebben met het nakende huwelijk van de prinses, waardoor twee koninkrijken zouden versmelten tot één natie. En die natie zou elke vorm van slavernij en corruptie verbannen. Om uit te zoeken wie Diana naar het leven staat, kruipt Xena tijdelijk in de huid en kleren van haar dubbelgangster. |    |                                             |                   |                                              |                   |
| 16 | 16 | Mortal Beloved                              | Garth Maxwell     | R.J. Stewart                                 | 12 februari 1996  |
| Op een nacht krijgt Xena het bezoek van de geest van haar geliefde Marcus, die haar onomwonden om hulp vraagt. Hij vertelt haar dat de Onderwereld in chaos verkeert. De Onderwereld is overgenomen door de kwade Atyminius die de goede zielen gevangen heeft genomen in Tartaros en het Kwaad het Elysium heeft laten overnemen. Xena volgt de instructies van Marcus en duikt naar de bodem van het Alcyonia-meer om via de poort naar de Andere Kant te zwemmen. Bij haar aankomst op de oever van de Styx, bevestigt Charon haar dat het uitschot nu over het Elysium heerst, terwijl alle onschuldige zielen verbannen leven in Tartaros. Als Xena er niet in slaagt de Helm der Onzichtbaarheid van Hades terug te vinden, zal Marcus voor eeuwig vastzitten in Tartaros.                     |    |                                             |                   |                                              |                   |
| 17 | 17 | The Royal Couple of Thieves                 | John Cameron      | Steven L. Sears                              | 19 februari 1996  |
| Xena moet een kostbare kist zien terug te vinden waarin het krachtigste wapen ter wereld opgeborgen ligt. Omdat ze best wat hulp kan gebruiken, lokt ze Autolycus in de val, de man die zichzelf de koning der dieven noemt. Ze vertelt hem dat de kist van Kelton werd gestolen en zeer binnenkort zal geveild worden door de inslechte krijgsheer Malthus. Vermomd als de beruchte moordenaar Lord Sinteres, reist Autolycus met Xena naar Malthus' eiland. De kist blijkt de Ark van het Verbond te zijn. |    |                                             |                   |                                              |                   |
| 18 | 18 | The Prodigal                                | John T. Kretchmer | Chris Manheim                                | 4 maart 1996      |
| Nadat zijzelf en Xena zijn aangevallen, vraagt Gabrielle zich af of dit wel het soort leven is dat ze wil leiden. Ze keert terug naar haar geboortedorp Potidaea, dat onder bedreiging staat van een krijgsheer. Hun enige hulp komt van een voormalig machtig krijger, Meleager, die tegenwoordig nog slechts een schim van zichzelf is. Gabrielle komt tegenover haar zuster Lila te staan, die Gabrielles beslissing om met Xena mee te reizen niet in dank afneemt. |    |                                             |                   |                                              |                   |
| 19 | 19 | Altared States                              | Michael Levine    | Chris Manheim                                | 2 april 1996      |
| Xena redt een jonge knaap die op de vlucht is voor zijn vader, die zijn zoon wil offeren aan de Goden. |    |                                             |                   |                                              |                   |
| 20 | 20 | Ties That Bind                              | Charles Siebert   | Adam Armus & Nora Kay Foster                 | 29 april 1996     |
| In opdracht van Tarkis plunderen generaal Kirilus en zijn manschappen alle dorpen van de streek. Knappe, ongehuwde jonge vrouwen worden brutaal meegenomen voor het plezier van de soldaten. Tarkis is echter ontevreden over Kirilus en beweert dat slechts één persoon zijn leger met succes kan aanvoeren en dat is zijn ex-geliefde, Xena. In de gedaante van de vader die haar verliet toen ze nog een kind was, slaagt Tarkis erin om Xena's gevoelens te bespelen en haar langzaam maar zeker aan het wankelen te brengen. De onvoorwaardelijke vriendschap van Gabrielle wordt uiteindelijk Xena's sterkste wapen. |    |                                             |                   |                                              |                   |
| 21 | 21 | The Greater Good                            | Gary Jones        | Steven L. Sears                              | 6 mei 1996        |
| Op vraag van een jonge vrouw snelt Xena een dorpje te hulp dat door de troepen van Thelmadeus wordt verwoest. Ze ziet er een oude bekende terug: een kwakzalver die zichzelf Lord Selzer noemt en de dorpelingen van een zogenaamd gezondheidselixir voorziet. Hoewel Xena in haar eentje de soldaten kan verdrijven, wordt ze toch geraakt door een gifpijl. Haar volgende confrontatie met Thelmadeus loopt dan ook fataal voor haar af, want het gif tast haar krachten aan. Thelmadeus weet dat Xena verzwakt is en plant een nieuwe aanval. |    |                                             |                   |                                              |                   |
| 22 | 22 | Callisto                                    | T.J. Scott        | R.J. Stewart                                 | 13 mei 1996       |
| Een krijgsvrouw die beweert Xena te zijn, laat haar soldaten een heel dorp uitmoorden. Een oudere vrouw mag blijven leven, zodat zij kan vertellen dat Xena de oorzaak van alle ellende is. In een afspanning ontmoet de echte Xena enkele dagen later Melas, de vader van een zesjarig jongetje dat eveneens in het bloedbad om het leven kwam. Hij acht haar verantwoordelijk voor zijn verdriet en zweert wraak te zullen nemen. Xena gaat onmiddellijk op zoek naar de vrouw die haar naam en reputatie poogt te kelderen en daartoe ontelbare mensen om het leven brengt. De jonge vrouw heet Callisto en heeft haar eigen, zeer persoonlijke redenen om Xena te verwensen. Xena en Gabrielle ontmoeten de zelfverklaarde krijger Joxer.                                                        |    |                                             |                   |                                              |                   |
| 23 | 23 | Death Mask                                  | Stewart Main      | Peter Allan Fields                           | 3 juni 1996       |
| Xena en Gabrielle worden aangevallen door de bende van Cortese. Deze confrontatie is niet de eerste. In een ver verleden hebben Cortese en zijn rovers dood en vernieling gezaaid in Xena's dorp. Haar jongste broer is tijdens die inval vermoord. Xena is vastbesloten om Cortese terug te vinden en hem uit te schakelen. Tijdens de zoektocht ziet ze haar oudste broer terug. Hij heeft zich aangesloten bij de bende van Cortese met hetzelfde doel: wraak. |    |                                             |                   |                                              |                   |
| 24 | 24 | Is There a Doctor in the House?             | T.J. Scott        | Patricia Manney                              | 29 juli 1996      |
| De burgeroorlog heeft al ontelbare slachtoffers gemaakt. Reizen is een gevaarlijke onderneming. Alhoewel er achter elke boom gevaar schuilt, trekken Xena en Gabrielle dwars door het oorlogsgebied. Onderweg vinden ze een hoogzwangere jonge vrouw, van wie de man twee dagen eerder door soldaten werd vermoord. Sedertdien wacht zij op hulp. Xena en Gabrielle brengen haar naar een veldhospitaal waar een religieuze kwakzalver zich slecht van zijn genezende taak kwijt. Xena neemt meteen het heft in handen. |    |                                             |                   |                                              |                   |

### Seizoen 2 (1996 - 1997)
| Nr. | #  | Titel                             | Regisseur         | Schrijver(s)                    | Datum uitzending  |
| --- | -- | --------------------------------- | ----------------- | ------------------------------- | ----------------- |
| 25 | 1  | Orphan of War                     | Charles Siebert   | Steven L. Sears                 | 30 september 1996 |
| Xena wordt geconfronteerd met haar verleden. Dragmon, een krijger die vroeger deel uitmaakte van haar leger, wil de Ixion-steen stelen van de Centauren. Deze steen bevat kwade geesten en Dragmon wil die bevrijden zodat de Centauren opnieuw boosaardige wezens worden. Xena wil hem tegenhouden, maar dat betekent dat ze terug in contact moet komen met de Centauren. Enkele jaren geleden had ze beloofd hen nooit meer te ontmoeten. Ze had immers een verhouding met Baraius, de man die de Centauren hielp om de kwade geesten te overwinnen. |    |                                   |                   |                                 |                   |
| 26 | 2  | Remember Nothing                  | Anson Williams    | Steven L. Sears & Chris Manheim | 7 oktober 1996    |
| Xena en Gabrielle gaan naar de Tempel van de Drie Schikgodinnen om er het overlijden van Xena's broer Lyceus te herdenken. Plots wordt het tweetal aangevallen door het leger van Caputius. Tijdens het gevecht wordt Xena aangevallen door een jonge soldaat. Tot haar grote spijt moet ze de jongen doden om haar eigen leven te redden. De drie godinnen zijn Xena en Gabrielle dankbaar dat ze de tempel hebben kunnen redden en daarom mag Xena een wens doen. Ze wenst dat al de slachtoffers die ze in het verleden uit de weg ruimde, opnieuw tot leven worden gewekt. De godinnen vervullen haar wens, maar al vlug ondervindt ze dat alles beter bij het oude was gebleven. |    |                                   |                   |                                 |                   |
| 27 | 3  | The Giant Killer                  | Gary Jones        | Terence Winter                  | 14 oktober 1996   |
| Xena en Gabrielle gaan naar Palestina. Xena had de reus Goliath immers beloofd hem daar te ontmoeten om samen het vreselijke gevecht te herdenken waarbij zijn familieleden omkwamen. Goliath is echter in de ban van Dagon, een Filistijn. Deze beschuldigt de Israëlieten ervan dieven te zijn en schakelt Goliath in om tegen hen te vechten. Maar Xena weet dat de Israëlieten onschuldig zijn en dat Goliath enkel de dood van zijn familieleden wil wreken. Daarom steunt ze David in zijn poging om Goliath en de Filistijnen te overwinnen. |    |                                   |                   |                                 |                   |
| 28 | 4  | Girls Just Wanna Have Fun         | T.J. Scott        | Adam Armus & Nora Kay Foster    | 21 oktober 1996   |
| Xena en Gabrielle keren terug naar Griekenland. Ze ontdekken dat er jonge vrouwen verdwijnen in de bossen. Xena vreest dat Bacchus aan het werk is. Ze gaat het bos in en plots duikt Joxer op. Hij vertelt haar dat de magische lier van Orpheus gestolen werd. De muziek van die lier brengt Bacchus en zijn volgelingen tot bedaren. Xena belooft Orpheus de lier terug te vinden. |    |                                   |                   |                                 |                   |
| 29 | 5  | Return of Callisto                | T.J. Scott        | R.J. Stewart                    | 28 oktober 1996   |
| Callisto kan ontsnappen uit de gevangenis. Ze bevrijdt ook een aantal van haar medegevangenen zodat ze een nieuw leger kan vormen. Ondertussen zoekt Perdicas Gabrielle op. Hij is het vechten beu en wil een rustig leven aan Gabrielles zijde. Zij besluit om met hem te trouwen. Wanneer Xena verneemt dat Callisto uit de gevangenis ontsnapt is, zet ze de achtervolging in. Maar Callisto doet haar listige imago alle eer aan door niet Xena maar haar hartsvriendin Gabrielle een lesje te leren. |    |                                   |                   |                                 |                   |
| 30 | 6  | Warrior... Princess... Tramp      | Josh Becker       | R.J. Stewart                    | 4 november 1996   |
| Koning Lias denkt dat hij stervende is. Daarom verzoekt hij Xena hem te helpen om zijn dochter, prinses Diana, vredig de troon te laten bestijgen. Maar Aggis heeft het op Lias' macht gemunt en huurt een zekere Meg in om Xena te spelen. De gelijkenis tussen Xena en Meg is immers treffend. Ook Gabrielle loopt in de val. |    |                                   |                   |                                 |                   |
| 31 | 7  | Intimate Stranger                 | Gary Jones        | Steven L. Sears                 | 11 november 1996  |
| Xena voelt zich schuldig omdat ze Callisto in het drijfzand liet sterven. Callisto's geest dwaalt echter rond en wreekt zich door in de huid van Xena te kruipen. Ares geeft haar de opdracht een leger te vormen en over de wereld te heersen. Xena staat machteloos. Zij zit immers vast in Tartarus en heeft op haar beurt Callisto's gedaante aangenomen. Callisto wil de stad Amphipolis en haar inwoners verwoesten. Een wanhopige Xena roept de hulp in van Hades om haar dubbelgangster alsnog tegen te houden. |    |                                   |                   |                                 |                   |
| 32 | 8  | Ten Little Warlords               | Charles Siebert   | Paul Robert Coyle               | 18 november 1996  |
| Xena zit nog altijd vast in Callisto's lichaam. Ze ontvangt een uitnodiging van Ares en vraagt zich af waarom hij Callisto contacteert, aangezien hij weet dat ze dood is. Ze besluit hem toch op te zoeken en hij vertelt haar dat hij niet langer de Oorlogsgod is. Xena begrijpt dat hij daardoor de kans nog niet heeft gehad om haar haar eigen lichaam terug te geven. Ares schreef ook enkele andere krijgers aan. Hij vertelt hen dat degene die het zeemonster kan verslaan, de nieuwe Oorlogsgod zal worden. Xena moet als eerste proberen het gedrocht te verslaan. Ondertussen beginnen de andere krijgers elkaar uit de weg te ruimen. |    |                                   |                   |                                 |                   |
| 33 | 9  | A Solstice Carol                  | John T. Kretchmer | Chris Manheim                   | 9 december 1996   |
| Xena en Gabrielle vieren samen de Winterse Zonnewende, het feest van de vrede. Terwijl ze geschenken uitwisselen, steelt een kleine jongen een van de cadeaus. Xena en Gabrielle achtervolgen hem en het spoor leidt naar een weeshuis. Daar zien ze kinderen een boom versieren. Plots wordt het weeshuis aangevallen door soldaten. Het vieren van de Winterse Zonnewende is immers illegaal en de koning gaf het bevel om al wie deze wet overtreedt, te arresteren. Xena komt tussenbeide. Ze wil de koning overtuigen om de wet te veranderen, maar dat blijkt geen gemakkelijke opdracht te zijn. |    |                                   |                   |                                 |                   |
| 34 | 10 | The Xena Scrolls                  | Charlie Haskell   | Adam Armus & Nora Kay Foster    | 13 januari 1997   |
| Macedonië 1942. Janice Covington, dochter van de beruchte archeoloog-oplichter Harry, heeft het graf ontdekt van krijgsprinses Xena. Ze weet dat er ergens in de buurt ook een plaat verborgen ligt met daarop de nodige instructies om de grafkelder te openen zonder schade aan te richten. De legende wil dat Xena alle gebeurtenissen uit haar tijdperk naar waarheid heeft opgetekend en meegenomen in haar graf. Janice is niet de enige die hiervoor belangstelling heeft. Ook Mel, de wat verwende dochter van de pas overleden archeoloog Pappas, is ter plekke en biedt haar diensten en kennis aan. Het Franse leger is eveneens aanwezig, want in geen geval mogen de archeologische vondsten in handen vallen van de nazi's. |    |                                   |                   |                                 |                   |
| 35 | 11 | Here She Comes... Miss Amphipolis | Marina Sargenti   | Chris Manheim                   | 20 januari 1997   |
| Een jaar na het vredesbestand dreigt een nieuwe oorlog uit te breken. Oorzaak van alle ellende is een schoonheidswedstrijd. De vroegere rivalen hebben elk een kandidate voor de verkiezing ingeschreven en hebben er blijkbaar alles voor over om de titel in de wacht te slepen. Xena wordt door de organisatoren gevraagd om orde op zaken te stellen en zo een bloederig conflict te vermijden. Alhoewel ze principieel tegen elke vorm van vrouwelijke 'uitbuiting' is, schrijft ze zich in als Miss Amphipolis. Gabrielle zal als Xena's gesofisticeerde sponsor optreden. |    |                                   |                   |                                 |                   |
| 36 | 12 | Destiny                           | Rob Tapert        | Steven L. Sears                 | 27 januari 1997   |
| Xena keert terug naar haar geboortestreek om te achterhalen wat van haar een nietsontziende moordmachine heeft kunnen maken. Terwijl zij door de ruïnes van haar dorp rijdt, wordt Gabrielle gevangengenomen door krijgers die zich de Kinderen van de Zon noemen. Xena laat zich door hun aantal niet afschrikken en gaat de kerels te lijf, terwijl Gabrielle de zes andere gevangen jongeren in veiligheid brengt. Xena wint het eerste gevecht, maar raakt tijdens een tweede confrontatie zwaargewond. Voor ze het bewustzijn verliest, smeekt ze Gabrielle om haar naar de enige persoon ter wereld te brengen die haar leven kan redden. De weg is echter lang en angstwekkende beelden uit haar destructieve verleden blijven haar achtervolgen. Zo herbeleeft ze haar ontmoeting met de zelfverzekerde Julius Caesar.                        |    |                                   |                   |                                 |                   |
| 37 | 13 | The Quest                         | Michael Levine    | Chris Manheim & Steven L. Sears | 3 februari 1997   |
| Gabrielle heeft de dood van Xena nog lang niet verwerkt. Er rest haar nog een belangrijke opdracht: Xena's laatste wens uitvoeren en haar naast haar broer begraven. Onderweg wordt Gabrielle echter opgewacht door Amazones die een laatste groet willen brengen aan hun koningin. Volgens hen is Gabrielle nu de rechtmatige opvolgster en moet zij de nieuwe Koningin van de Amazones worden. Eerst moet Xena's lichaam echter plechtig gecremeerd worden. Xena, die ondertussen in het lichaam van de Autolycus, de "Koning der dieven" is getreden, beseft dat die verassing haar definitieve einde zou betekenen. Ze heeft geen andere keuze dan haar eigen lijk te stelen. |    |                                   |                   |                                 |                   |
| 38 | 14 | A Necessary Evil                  | Mark Beesley      | Paul Robert Coyle               | 10 februari 1997  |
| Gabrielle maakt zich klaar om de kroon over te dragen wanneer de dood gewaande Velasca de plechtigheid komt onderbreken. Zij heeft immers de hand kunnen leggen op ambrozijn, het voedsel der Goden, en is zo een onsterfelijke Godin geworden. Uit wraak zaait ze terreur en vernieling in het Amazonekamp. Ze heeft het daarbij op al haar tegenstanders gemunt en vooral op Gabrielle. Het enige wat hen kan redden, is Velasca in een gevecht te confronteren met een andere onsterfelijke. Xena doet een beroep op haar rivale Callisto in de hoop dat zij Velasca zal kunnen verslaan. |    |                                   |                   |                                 |                   |
| 39 | 15 | A Day in the Life                 | Michael Hurst     | R.J. Stewart                    | 17 februari 1997  |
| Xena en Gabrielle vernemen dat een van hun aartsrivalen op oorlogspad is en elk dorp in de buurt wil vernietigen. Op hun weg naar hem toe, worden ze echter door een wanhopige man tegengehouden. Omdat hij en zijn dorpsgenoten geweigerd hebben beschermingsgeld aan de reus te betalen, vrezen ze nu voor hun leven. Xena moet een keuze maken: de arme man helpen of haar aartsrivaal aanpakken. |    |                                   |                   |                                 |                   |
| 40 | 16 | For Him the Bell Tolls            | Josh Becker       | Adam Armus & Nora Kay Foster    | 24 februari 1997  |
| Aphrodite, de Godin van de liefde, verneemt dat haar zoon Cupido zijn liefdespijl heeft afgevuurd op een prins en een prinses van twee naburige koninkrijken. Als die twee zouden trouwen, zouden enkele van haar tempels met de grond gelijk gemaakt worden. Dat pikt ze niet en dus bedenkt ze een plan om het huwelijk te verhinderen. Ze laat haar oog vallen op de stuntelige Joxer en tovert hem om in een stoere en heldhaftige verleider. Gabrielle staat dan ook verstomd als ze ziet hoe Joxer de prinses uit de handen van barbaren redt. Zijzelf stond immers machteloos tegenover de aanvallers. Bovendien kon ze niet op de hulp van Xena rekenen die voor een andere opdracht alleen op stap is. |    |                                   |                   |                                 |                   |
| 41 | 17 | The Execution                     | Garth Maxwell     | Paul Robert Coyle               | 7 april 1997      |
| Xena en Gabrielle zijn op zoek naar de heldhaftige krijger Meleager. Gabrielle spreekt vol lof en eerbied over hem. De stad waar hij woont, ligt er echter verlaten bij. Wanneer ze naar hem vragen, reageren de burgers vol woede. Meleager werd immers gearresteerd voor moord. Een prominente en eerlijke rechter heeft hem veroordeeld tot de doodstraf. Gabrielle blijft echter in zijn onschuld geloven, ook al heeft een ooggetuige de misdaad gezien en heeft Xena het volste vertrouwen in de rechter. Toch zet Gabrielle door en helpt de veroordeelde vluchten. Zijzelf wordt echter gevat. Als Meleager niet wordt teruggevonden, zal zij voor zijn daden opdraaien. |    |                                   |                   |                                 |                   |
| 42 | 18 | Blind Faith                       | Josh Becker       | Adam Armus & Nora Kay Foster    | 14 april 1997     |
| Terwijl Xena in een herberg wacht, gaat Gabrielle alleen naar de markt. Daar wordt ze brutaal overmeesterd en ontvoerd door een paar ruige mannen. Xena gaat meteen naar haar op zoek, maar wordt zelf door ene Palaemon uitgedaagd tot een gevecht. Hij beweert Gabrielle vermoord te hebben en nu wil hij Xena kleinkrijgen. De geschiedenis ingaan als de man die de beste krijgster aller tijden wist te verslaan, is een eer die hij absoluut wil opstrijken. Tijdens het gevecht slingert hij een bijtende vloeistof in Xena's ogen. Haar zicht wordt alsmaar slechter, maar dat belet haar niet Palaemon te verslaan. Instinctief voelt Xena aan dat Gabrielle nog leeft. Ze zal dan ook niet rusten tot ze haar vriendin heeft bevrijd. Gabrielle bevindt zich in het kasteel van koning Soles die van haar zijn bruid en koningin wil maken. |    |                                   |                   |                                 |                   |
| 43 | 19 | Ulysses                           | Michael Levine    | R.J. Stewart                    | 21 april 1997     |
| Xena en Gabrielle nemen het tijdens een gevecht met piraten op voor Ulysses, de verdreven koning van het eiland Ithaka. Xena wil hem helpen zijn koninkrijk opnieuw in handen te krijgen na de Trojaanse oorlog. Maar Poseidon, de God van de Zee, maakt het hen moeilijk. Tijdens de reis worden Xena en Ulysses verliefd op elkaar. |    |                                   |                   |                                 |                   |
| 44 | 20 | The Price                         | Oley Sassone      | Steven L. Sears                 | 28 april 1997     |
| Xena en Gabrielle worden aangevallen door de Horde, een afschuwelijke groep krijgers die hun slachtoffers besluipen en vervolgens koelbloedig vermoorden. De vrouwen moeten vluchten en beginnen een vermoeiende tocht. Onderweg houden ze halt bij een soldatenkamp. De soldaten voeren een uitzichtloze oorlog tegen de Horde, maar daar komt verandering in wanneer een vastberaden Xena het bevel op zich neemt. Ondertussen botst Gabrielle's wens om de gewonden te verzorgen met Xena's meedogenloze regeling in verband met voorraden, drinkwater en manschappen die ze nodig heeft om de slag te kunnen voeren. |    |                                   |                   |                                 |                   |
| 45 | 21 | Lost Mariner                      | Garth Maxwell     | Steven L. Sears                 | 5 mei 1997        |
| Na een gevecht op zee wordt Gabrielle opgevist door Cecrops, een marinier die driehonderd jaar geleden door de godin Pallas Athena van zijn geliefde werd weggerukt. De godin gaf hem het eeuwige leven, maar doemde hem om nooit meer voet aan wal te zetten. Enkel liefde kan hem van die vloek bevrijden. Iedereen die op zijn schip terechtkomt, zit er voor eeuwig vast. Dat lijkt ook het lot van Gabrielle te zijn, maar Xena snelt te hulp. |    |                                   |                   |                                 |                   |
| 46 | 22 | A Comedy of Eros                  | Charles Siebert   | Chris Manheim                   | 12 mei 1997       |
| Eros, het zoontje van Cupido en Psyche, heeft de liefdesboog van zijn vader gestolen en daalt neer op Aarde om er lukraak enkele pijlen af te schieten. Zijn onbezonnen spelletje heeft echter nare gevolgen, want Xena wordt verliefd op Draco. Hij wil de Hestiaanse Maagden ontvoeren en ontziet niets of niemand om zijn doel te bereiken. Een stapelverliefde Xena laat hem begaan en dat zint de bevolking niet. Wanneer Draco verliefd wordt op Gabrielle en ook haar wil meenemen, is het hek helemaal van de dam. |    |                                   |                   |                                 |                   |

### Seizoen 3 (1997 - 1998)
| Nr. | #  | Titel                         | Regisseur                           | Schrijver(s)                    | Datum uitzending  |
| --- | -- | ----------------------------- | ----------------------------------- | ------------------------------- | ----------------- |
| 47 | 1  | The Furies                    | Gilbert M. Shilton                  | R.J. Stewart                    | 29 september 1997 |
| Ares, de Oorlogsgod, vraagt de Drie Furiën een oordeel te vellen over Xena. Hij heeft ontdekt dat ze de moord van haar vader nooit heeft gewroken en vindt dat zij daarvoor moet boeten. De Furiën geloven zijn verhaal, besluiten haar met waanzin te vervloeken en reiken een premie uit voor degene die haar naar hun tempel brengt. Ondertussen nemen Xena en Gabrielle het op tegen een groep krijgers. Na het gevecht stelt Gabrielle vast dat Xena zich heel raar gedraagt. Xena moet de Furiën zien te overtuigen dat Ares' beschuldiging niet waar is. |    |                               |                                     |                                 |                   |
| 48 | 2  | Been There, Done That         | Andrew Merrifield                   | Hilary Bader                    | 6 oktober 1997    |
| Xena, Gabrielle en Joxer ontwaken in een stal. Ze besluiten ergens in het dorp te gaan ontbijten. Maar onderweg laat Joxer het leven wanneer hij twee vechtende mannen uit mekaar probeert te halen. De volgende ochtend is dezelfde als de vorige, maar Joxer is opnieuw springlevend. Xena beseft dat er iets niet pluis is. Diezelfde dag herhaalt zich telkens weer, maar steeds sterft er iemand anders. Xena wil die bizarre speling van de tijd tegenhouden, maar ze slaagt er niet in te achterhalen wie of wat de dag eeuwig laat duren. |    |                               |                                     |                                 |                   |
| 49 | 3  | The Dirty Half Dozen          | Rick Jacobson                       | Steven L. Sears                 | 13 oktober 1997   |
| Ares helpt de machtsbeluste Agathon en zijn mannen een Atheens leger te verslaan door gebruik te maken van een revolutionair metaal dat alles kan doorklieven. Ares heeft de formule van het metaal gestolen van Hephaistos. Xena komt hierachter en wil Ares een lesje leren. Ze haalt vier meedogenloze krijgers uit de gevangenis om haar deze uiterst gevaarlijke klus te helpen klaren. Voor hen zit er niets anders op dan op Xena's voorstel in te gaan, zoniet worden ze door de autoriteiten toch ter dood veroordeeld. Maar Xena en Gabrielle hebben de grootste moeite om de vier in bedwang te houden. |    |                               |                                     |                                 |                   |
| 50 | 4  | The Deliverer                 | Oley Sassone                        | Steven L. Sears                 | 20 oktober 1997   |
| Wanneer vier gevangenen door hun begeleiders gefolterd worden, komen Xena en Gabrielle tussenbeide. De vier werden ingerekend omdat ze in opdracht van Boadicea krijgers verzamelden om het in Gallië tegen de machtsbeluste Caesar op te nemen. Caesar wil er immers de Tempel van de Ene God vernietigen, een taak die hem door Ares opgelegd werd. Xena bevrijdt de vier gevangenen en belooft hen te helpen. Ze wil Caesar en Ares immers maar al te graag een lesje leren en bovendien heeft ze nog iets goed te maken met Boadicea. |    |                               |                                     |                                 |                   |
| 51 | 5  | Gabrielle's Hope              | Charles Siebert & Andrew Merrifield | R.J. Stewart                    | 27 oktober 1997   |
| Xena en Gabrielle wandelen door de bossen van Brittania. Gabrielle voelt zich misselijk en weet niet wat er met haar aan de hand is. Op de koop toe wordt het tweetal aangevallen door een groep Banshees, vrouwelijke geesten die een menselijke gedaante kunnen aannemen. Maar wanneer Gabrielle de Banshees benadert, deinzen ze terug. Voor hen is Gabrielle de bron die de wereld kan veranderen aangezien zij zwanger is van Dahak, een boosaardige geest. |    |                               |                                     |                                 |                   |
| 52 | 6  | The Debt: Part 1              | Oley Sassone                        | R.J. Stewart                    | 3 november 1997   |
| Xena vertelt Gabrielle dat ze ontboden werd naar het Rijk van Chin om er de Groene Draak te vermoorden. Gabrielle vreest dat haar vriendin zich weer aan haar oude, moordzuchtige levensstijl gaat bezondigen en probeert haar alsnog tegen te houden, maar Xena vertrekt toch. Onderweg op de boot denkt ze terug aan haar turbulente verleden, toen ze aan Borias' zijde stond en in handen viel van de meedogenloze leider Ming Tzu, de vader van de Groene Draak. |    |                               |                                     |                                 |                   |
| 53 | 7  | The Debt: Part 2              | Oley Sassone                        | R.J. Stewart                    | 10 november 1997  |
| Xena zit nog steeds gevangen in een kerker in het paleis van de Groene Draak. Gabrielle voelt zich schuldig omdat ze haar vriendin verraden heeft en probeert haar alsnog uit Ming T'iens greep te bevrijden, maar deze toont geen genade voor de vrouw die hem een meedogenloze leider leerde te zijn en veroordeelt Xena ter dood. |    |                               |                                     |                                 |                   |
| 54 | 8  | The King of Assassins         | Bruce Campbell                      | Adam Armus & Nora Kay Foster    | 17 november 1997  |
| Gabrielle en Joxer vernemen van Autolycus, bekend als de Koning der Dieven, dat Joxers identieke tweelingbroer Jett weer aan het moorden gegaan is. Gabrielle wil vermijden dat hij nog meer onschuldige mensen ombrengt en bedenkt een plan om hem voorgoed in te rekenen. Maar Jett in de val lokken, blijkt geen sinecure. Bovendien moet Gabrielle het deze keer zonder Xena's hulp redden. |    |                               |                                     |                                 |                   |
| 55 | 9  | Warrior... Priestess... Tramp | Robert Ginty                        | Adam Armus & Nora Kay Foster    | 12 januari 1998   |
| Xena wil Daxon overtuigen om zijn bestaan als krijger en moordenaar voorgoed vaarwel te zeggen. Hij is dat echter absoluut niet van plan en geeft zijn mannen de opdracht Xena op de brandstapel vast te binden. Zij laat zich zonder veel verzet inrekenen. Gabrielle gelooft haar ogen niet. Maar wanneer Xena vanop de brandstapel roept dat ze handelt in opdracht van de godin Hestia, beseft Gabrielle dat niet Xena maar haar dubbelgangster Leah in Daxons handen is gevallen. |    |                               |                                     |                                 |                   |
| 56 | 10 | The Quill is Mightier...      | Andrew Merrifield                   | R.J. Stewart                    | 19 januari 1998   |
| Ares jaagt Aphrodite tegen Xena in het harnas. Volgens hem wordt de Godin van de Liefde steeds minder populair door de heldenverhalen die over Xena de ronde doen. En daar zit Gabrielle natuurlijk voor iets tussen... Zij pent alle avonturen die ze met Xena beleeft immers neer. Aphrodite besluit Xena's boezemvriendin dan ook een lesje te leren. Ze spreekt een betovering uit over de perkamenten van Gabrielle, waardoor alles wat Gabrielle opschrijft ook werkelijk uitkomt. |    |                               |                                     |                                 |                   |
| 57 | 11 | Maternal Instincts            | Mark Beesley                        | Chris Manheim                   | 26 januari 1998   |
| Xena en Gabrielle reizen naar het Centaurendorp waar een vredesakkoord zal ondertekend worden, en zoeken Solan op, Xena's zoon. Hij wordt er opgevoed door Kaleipus. Gabrielle ziet er ook Ephony terug, een oude vriendin en de koningin van de Amazones. Gabrielle vertelt haar dat haar dochter Hope overleden is en dat ze dat verlies nog steeds niet te boven is. Intussen bevrijdt Fayla, een tienjarig meisje, Callisto uit een diepe krater. De wraakzuchtige godin zaait terreur in het dorp en wil Solan vermoorden. |    |                               |                                     |                                 |                   |
| 58 | 12 | The Bitter Suite              | Oley Sassone                        | Chris Manheim & Steven L. Sears | 2 februari 1998   |
| Gabrielle heeft besloten een traditioneel zuiveringsritueel te ondergaan. Ze heeft immers schuldgevoelens tegenover Xena omdat haar kwaadaardige dochter Fayla Xena's zoon Solan de dood indreef. Xena laat zich door Ares ompraten om Gabrielle te vermoorden. De twee vrouwen, die ooit boezemvriendinnen waren, vechten op leven en dood. |    |                               |                                     |                                 |                   |
| 59 | 13 | One Against an Army           | Paul Lynch                          | R.J. Stewart                    | 9 februari 1998   |
| Xena en Gabrielle vernemen dat een Perzische leger doorheen Griekenland naar Athene oprukt. Xena vreest dat de meedogenloze krijgers op hun weg een nooit geziene vernieling zullen zaaien en stelt alles in het werk om hen tegen te houden. Op de hulp van de gekwetste Gabrielle kan ze echter niet rekenen. Ze heeft geen andere keuze dan de klus alleen te klaren. |    |                               |                                     |                                 |                   |
| 60 | 14 | Forgiven                      | Garth Maxwell                       | R.J. Stewart                    | 16 februari 1998  |
| In de tempel van Apollo wordt priester Dorus door een groep mannen overvallen. Hun leider, Wayan, rukt de kostbare, met juwelen bezette urne van Apollo uit Dorus' handen. Het viertal neemt onmiddellijk de benen. Dorus vraagt Xena en Gabrielle om de mannen op te sporen en de urne terug te brengen naar de tempel. Terwijl Xena haar paard gaat halen, wordt Gabrielle tot een knokpartij uitgedaagd door de zestienjarige Tara. Het meisje is van van plan Gabrielles plaats aan Xena's zijde in te nemen. |    |                               |                                     |                                 |                   |
| 61 | 15 | King Con                      | Janet Greek                         | Chris Manheim                   | 23 februari 1998  |
| Joxer wint honderd dinar aan de speeltafel, maar verliest die weer even snel aan twee doortrapte zwendelaars die hem een beker van klatergoud verkopen. Even later wordt hij door Leo, zoon van de hebzuchtige clubeigenaar Titus, in mekaar getimmerd en beroofd. Xena komt net te laat om Leo en zijn trawanten een lesje te leren, maar jaagt hen wel op de vlucht. Al snel spoort ze de zwendelaars Rafe en Eldon op. Zij opperen dat Titus meer weet over de vechtpartij. Xena verplicht hen mee op zoek te gaan naar Titus, zo niet zal ze hen bij de bevoegde autoriteiten aanklagen. |    |                               |                                     |                                 |                   |
| 62 | 16 | When in Rome...               | John Laing                          | Steven L. Sears                 | 2 maart 1998      |
| De Galliër Vercinix wordt door de Romeinen ingerekend en als een trofee meegnomen door Julius Caesar. De Romeinse heerser wil de man, die bekendstaat als een van de beste krijgers ter wereld, in de arena zien sterven. Xena beraamt een plan om Vercinix vrij te krijgen en ontvoert Caesars bondgenoot Crassus om zijn leven te ruilen voor dat van de Galliër. Caesar gaat akkoord met Xena's voorstel. Toch vreest ze dat Caesar zich niet aan zijn woord zal houden. |    |                               |                                     |                                 |                   |
| 63 | 17 | Forget Me Not                 | Charlie Haskell                     | Hilary Bader                    | 8 maart 1998      |
| Gabrielle wordt gekweld door akelige dromen over enkele gebeurtenissen in haar leven. Ze kan de slechte herinneringen aan haar dochter Hope en haar verraad tegenover Xena niet langer verwerken. Ze besluit naar de tempel van godin Mnemosyne te reizen en er een beproevend ritueel te ondergaan om haar geweten te zuiveren. |    |                               |                                     |                                 |                   |
| 64 | 18 | Fins, Femmes and Gems         | Josh Becker                         | Adam Armus & Nora Kay Foster    | 11 april 1998     |
| Godin Aphrodite heeft de Mystieke Diamant gestolen. Deze edelsteen zorgt ervoor dat de Noordster blijft schijnen, het oriëntatiepunt voor reizigers doorheen de duisternis. Xena, Gabrielle en Joxer zijn dan ook vastberaden de Diamant terug naar de tempel van de Noordster te brengen. Maar het doel dat zij voor ogen hebben, vervaagt wanneer Aphrodite de obsessievloek over hen uitspreekt. |    |                               |                                     |                                 |                   |
| 65 | 19 | Tsunami                       | John Laing                          | Chris Manheim                   | 20 april 1998     |
| Een waarzegster voorspelt Gabrielle dat ze heel binnenkort een knappe, grote man zal ontmoeten en een reis zal maken. Xena lacht die bewering weg en neemt Gabrielle mee naar het dorp om wat inkopen te doen. Plots merkt Gabrielle Autolycus op, een oude kennis. De man is geketend aan armen en voeten en wordt door enkele slavendrijvers aan boord van een schip geloodst. Gabrielle wil niet dat de knapperd als slaaf door het leven gaat en probeert hem te bevrijden. Op dat moment licht het schip zijn anker. Alles verandert wanneer een gigantische golf die veroorzaakt werd door de uitbarsting van de Etna het schip doet zinken. Ze moeten een weg uit het wrak zien te vinden om te kunnen overleven. |    |                               |                                     |                                 |                   |
| 66 | 20 | Vanishing Act                 | Andrew Merrifield                   | Terence Winter                  | 27 april 1998     |
| Gabrielle en Xena zijn uitgenodigd op het vredesfestival rond het standbeeld van de godin Pax. Xena ziet het echter niet zitten om naar de jaarlijkse, saaie speech van Hedar te luisteren en stuurt haar kat. Gabrielle is wel paraat, maar de ochtend nadien is ze net als alle andere feestvierders verbaasd wanneer ze merkt dat het metershoge en loodzware gouden standbeeld verdwenen is. Gabrielle roept Xena's hulp in om de dief op te sporen. De twee dames krijgen daarbij de hulp van Autolycus. |    |                               |                                     |                                 |                   |
| 67 | 21 | Sacrifice: Part 1             | David Warry-Smith                   | Steven L. Sears                 | 10 mei 1998       |
| Seraphin, een vriendin van Gabrielle, is volledig in de ban van Callisto. Ze is zelfs bereid haar leven te offeren voor de wedergeboorte van Hope, de boosaardige dochter van Gabrielle en de demon Dahak. Callisto heeft Seraphin ingelepeld dat Hope de wereld van alle onheil zal redden, maar heeft verzwegen dat het kind eigenlijk een bijzonder driest en destructief wezen is. Gabrielle wil Seraphins ogen openen, maar haar woorden vangen geen wind. |    |                               |                                     |                                 |                   |
| 68 | 22 | Sacrifice: Part 2             | Rick Jacobson                       | Paul Robert Coyle               | 19 mei 1998       |
| Gabrielle staat oog in oog met haar dochter Hope, die het evenbeeld van haar moeder is geworden. De boosaardige jonge vrouw verandert meteen in een moordzuchtig monster. Xena grijpt onmiddellijk naar haar chakram, maar Gabrielle verhindert haar Hope uit te schakelen. Xena is woedend. Gabrielle legt haar hartsvriendin uit dat Ares een vloek heeft uitgesproken over het gevecht en dat Xena zal sterven als ze Hope uitschakelt. De donkerharige heldin is echter bereid te sterven om de wereld te behoeden voor de dochter van demon Dahak. |    |                               |                                     |                                 |                   |

### Seizoen 4 (1998 - 1999)
| Nr. | #  | Titel                               | Regisseur         | Schrijver(s)                    | Datum uitzending  |
| --- | -- | ----------------------------------- | ----------------- | ------------------------------- | ----------------- |
| 69 | 1  | Adventures in the Sin Trade: Part 1 | T.J. Scott        | R.J. Stewart & Robert Tapert    | 28 september 1998 |
| Xena is benieuwd of Gabrielle veilig is in het hiernamaals, en zoekt haar op in het Land van de Doden der Amazonen. In een flashback leer Xena zich voortbewegen in het Land van de Doden door de sjamanka Alti terwijl ze in verwachting is van Borias' kind. |    |                                     |                   |                                 |                   |
| 70 | 2  | Adventures in the Sin Trade: Part 2 | T.J. Scott        | R.J. Stewart & Robert Tapert    | 5 oktober 1998    |
| Xena en haar bondgenoten moeten het nieuwe Heilige Woord zien te leren om zo Alti te kunnen verslaan. Zo kunnen ze de dode Amazonen bevrijden die zo hun Land van de Doden kunnen bereiken. |    |                                     |                   |                                 |                   |
| 71 | 3  | A Family Affair                     | Doug Lefler       | Liz Friedman & Chris Manheim    | 12 oktober 1998   |
| Xena en Joxer reizen naar Potidaea, waar ze Gabrielle vinden. Na enkele vreemde aanvallen begint Xena te vermoeden dat de vrouw die Gabrielle beweert te zijn in feite Hope is, en dat haar kind, de Vernietiger, in leven zou kunnen zijn. |    |                                     |                   |                                 |                   |
| 72 | 4  | In Sickness and in Hell             | Josh Becker       | Adam Armus & Nora Kay Foster    | 19 oktober 1998   |
| Zowel Xena als Gabrielle lijden aan een verschrikkelijke ziekte wanneer ze een dorp moeten beschermen tegen een leger Scythen. |    |                                     |                   |                                 |                   |
| 73 | 5  | A Good Day                          | Rick Jacobson     | Steven L. Sears                 | 26 oktober 1998   |
| De eeuwigdurende oorlog tussen Caesar en Pompeius komt tot een patstelling wanneer Xena ingrijpt om een Grieks dorp te redden. |    |                                     |                   |                                 |                   |
| 74 | 6  | A Tale of Two Muses                 | Michael Hurst     | Gillian Horvath                 | 2 november 1998   |
| In een dorp waar dansen verboden is, brengen Xena, Gabrielle en Autolycus de vreugde in het leven weer terug. |    |                                     |                   |                                 |                   |
| 75 | 7  | Locked Up and Tied Down             | Rick Jacobson     | Josh Becker                     | 9 november 1998   |
| Xena wordt veroordeeld tot levenslange opsluiting in Shark Island Prison voor de moord op een vrouw met de naam Thalassa toen ze nog de Vernietiger der Naties was. Ze gaat akkoord met haar straf en begint aan haar nieuwe harde leven. Gabrielle beseft dat de situatie niet eerlijk is en besluit om vermomd als genezer af te reizen naar Shark Island.          |    |                                     |                   |                                 |                   |
| 76 | 8  | Crusader                            | Paul Lynch        | R.J. Stewart                    | 16 november 1998  |
| Xena vindt een zware rivaal in haar liefde voor Gabrielle: de leider van een fundamentalistische religie die de blonde bard verleidt. |    |                                     |                   |                                 |                   |
| 77 | 9  | Past Imperfect                      | Garth Maxwell     | Steven L. Sears                 | 4 januari 1999    |
| Xena wordt geconfronteerd met een copycat van haar vroegere versie als wrede krijger, terwijl ze de laatste dagen herinnert van Borias, haar voormalige minnaar. |    |                                     |                   |                                 |                   |
| 78 | 10 | The Key to the Kingdom              | Bruce Campbell    | Eric Morris                     | 11 januari 1999   |
| Al jaren droomt Autolycus over het stelen van de legendarische Kroon van Athena, maar hij weet dat je de kroon niet kan bezitten zonder een speciale sleutel. Wanneer Joxer opduikt met Meg de vagebond, een dubbelgangster van Xena, lijkt het erop dat Autolycus in staat zal zijn om zijn ambities uiteindelijk waar te maken.                                     |    |                                     |                   |                                 |                   |
| 79 | 11 | Daughter of Pomira                  | Patrick R. Norris | Linda McGibney                  | 18 januari 1999   |
| Xena en Gabrielle moeten de dochter van een van Xena's voormalige manschappen redden. Het meisje werd gekidnapt en spendeerde het grootste deel van haar leven bij de Horde. |    |                                     |                   |                                 |                   |
| 80 | 12 | If the Shoe Fits...                 | Josh Becker       | Adam Armus & Nora Kay Foster    | 25 januari 1999   |
| Het sprookje van Assepoester wordt iets ingewikkelder wanneer Xena, Gabrielle, Joxer en vooral Aphrodite betrokken geraken. Zeker met enkele kwaadaardige krijgsheren en een beetje waanzin. |    |                                     |                   |                                 |                   |
| 81 | 13 | Paradise Found                      | Robert Tapert     | Chris Manheim                   | 1 februari 1999   |
| Xena en Gabrielle vallen in een put en ontdekken een schijnbaar prettige en vreedzame wereld. Alles is echter niet wat het lijkt wanneer Gabrielle innerlijke vrede lijkt te vinden met de hulp van de plaatselijke goeroe Aidan. Xena voelt dat een donkere kracht haar overneemt.                                                                                   |    |                                     |                   |                                 |                   |
| 82 | 14 | Devi                                | Garth Maxwell     | Chris Manheim                   | 8 februari 1999   |
| Xena en Gabrielle arriveren in India waar ze de mysterieuze Eli ontmoeten. Gabrielle ontdekt dat ze helende krachten bezit. |    |                                     |                   |                                 |                   |
| 83 | 15 | Between the Lines                   | Rick Jacobson     | Steven L. Sears                 | 15 februari 1999  |
| Xena en Gabrielle redden een vrouw van de verbrandingsput in India, waar de vrouw haar man verbrand wordt. De vrouw zendt hen naar de toekomst, waarin Xena een pacifist en Gabrielle een mannelijke krijger is, om Alti's reïncarnatie te bevechten. |    |                                     |                   |                                 |                   |
| 84 | 16 | The Way                             | John Fawcett      | R.J. Stewart                    | 22 februari 1999  |
| Xena verliest haar beide armen, maar verkrijgt vier nieuwe tijdens haar strijd tegen een Hindi demon. Ze wordt bijgestaan door Krishna. Gabrielle verkiest echter de geweldloze manier. |    |                                     |                   |                                 |                   |
| 85 | 17 | The Play's the Thing                | Chris Graves      | Ashley Gable & Thomas A. Swyden | 15 maart 1999     |
| Gabrielle wordt door Zehra, een lastige producent, overgehaald om een theaterstuk te regisseren. Terwijl ze geholpen wordt door Joxer en probeert een stuk van hoog niveau te verkrijgen, heeft ze niet door dat Zehra geld heeft afgeluisd van enkele krijgsheren. Als het stuk faalt, wat Zehra hoopt, is Gabrielle's leven in gevaar.                              |    |                                     |                   |                                 |                   |
| 86 | 18 | The Convert                         | Andrew Merrifield | Chris Manheim                   | 19 april 1999     |
| Joxer doodt voor de eerste keer iemand, en Najara is teruggekeerd. De fanatieke kruisvaarder beweert dat ze is veranderd en het geweld afgezworen heeft. Xena weigert haar te geloven, maar Gabrielle overweegt dat het mogelijk is nadat Najara verteld heeft dat ze zich bekeerde na een ontmoeting met Eli.                                                        |    |                                     |                   |                                 |                   |
| 87 | 19 | Takes One to Know One               | Chris Graves      | Jeff Vlaming                    | 26 april 1999     |
| Gabrielle is jarig. Het feestje wordt echter verpest wanneer Xena, Gabrielle en Joxer de moord op een premiejager moeten oplossen. |    |                                     |                   |                                 |                   |
| 88 | 20 | Endgame                             | Garth Maxwell     | Steven L. Sears                 | 3 mei 1999        |
| Ephiny, Koningin der Amazonen, sterft tijdens een gevecht tegen de Romeinen. Ze wordt gedood door Brutus, de rechterhand van Caesar. Gabrielle moet als nieuwe Koningin terugkeren naar het gebied van de Amazonen, waar ze moet beslissen of ze Brutus vergiffenis schenkt of niet. Brutus is echter niet de enige bedreiging, ook Pompeius beraamt een aanvalsplan. |    |                                     |                   |                                 |                   |
| 89 | 21 | The Ides of March                   | Ken Girotti       | R.J. Stewart                    | 10 mei 1999       |
| Wanneer Caesar op advies van Callisto een prijs zet op Xena's hoofd, gelooft ze dat het eindelijk tijd is om Caesar te doden. Zelfs als dit leidt tot haar en Gabrielle's dood door kruisiging die ze zag in Alti's visioen. |    |                                     |                   |                                 |                   |
| 90 | 22 | Deja Vu All Over Again              | Renée O'Connor    | R.J. Stewart                    | 17 mei 1999       |
| In het hedendaagse Amerika gelooft een vrouw met de naam Annie dat ze in een vorig leven Xena was. Haar man Harry spot met de gedachte, maar ze komen beiden voor een verrassing te staan wanneer ze een bezoek brengen aan een praktiserende new age-gelovige die hen door hun vorige levens loodst.                                                                 |    |                                     |                   |                                 |                   |

### Seizoen 5 (1999 - 2000)
| Nr. | #  | Titel                      | Regisseur           | Schrijver(s)                  | Datum uitzending  |
| --- | -- | -------------------------- | ------------------- | ----------------------------- | ----------------- |
| 91 | 1  | Fallen Angel               | John Fawcett        | R.J. Stewart                  | 27 september 1999 |
| De zielen van Xena en Gabrielle bereiken de Hemel, waar ze tegenover een oude vijand komen te staan: Callisto. Deze is nu een demon en ontvoert Gabrielle naar de Hel. Op Aarde besluiten Joxer, Amarice en Eli om de lichamen van Xena en Gabrielle van de kruisen te halen waaraan ze gestorven zijn. |    |                            |                     |                               |                   |
| 92 | 2  | Chakram                    | Doug Lefler         | Chris Manheim                 | 4 oktober 1999    |
| Nadat ze terug tot leven is gekomen, beslist Xena haar leven als krijger achter zich te laten. Ondertussen proberen Ares en een andere God van de Oorlog, Kal, een nieuwe chakram, de Chakram van het Licht te verkrijgen. Hiermee kunnen Goden gedood worden, maar de Chakram kan enkel verkregen worden door een pure ziel. |    |                            |                     |                               |                   |
| 93 | 3  | Succession                 | Rick Jacobson       | Steven L. Sears               | 11 oktober 1999   |
| Xena en Gabrielle zijn door Ares samengevoegd in één lichaam. Op deze manier moeten ze de vrouwelijke krijger Mavican bevechten, totterdood. |    |                            |                     |                               |                   |
| 94 | 4  | Animal Attraction          | Rick Jacobson       | Chris Manheim                 | 18 oktober 1999   |
| Wanneer ze in de stad Spamona verblijft met Gabrielle, Amarice, Joxer en diens vriend Arman, vertoont Xena de eerste kenmerken van een mogelijke zwangerschap. |    |                            |                     |                               |                   |
| 95 | 5  | Them Bones, Them Bones     | John Fawcett        | Steven L. Sears               | 25 oktober 1999   |
| Xena's nachtmerries over de ongeboren baby leiden haarzelf, Gabrielle en Amarice naar het gebied van de Noordelijke Amazonen, waar ze opnieuw tegenover Alti komen te staan. |    |                            |                     |                               |                   |
| 96 | 6  | Purity                     | Mark Beesley        | Jeff Vlaming                  | 8 november 1999   |
| Met Gabrielle en Joxer op sleeptouw keert Xena terug naar de stad Chin om Lao Ma's boek der kracht uit de handen van een kwaadaardige tweeling te houden. |    |                            |                     |                               |                   |
| 97 | 7  | Back in the Bottle         | Rick Jacobson       | Steven L. Sears               | 15 november 1999  |
| Een verontrustend visioen leidt Xena, Gabrielle en Joxer terug naar de stad Chin, waar de op macht beluste krijgsheer Khan zijn krachten heeft gebundeld met de kwaadaardige geesten van Pao Ssu en haar broer, Ming T'ien. |    |                            |                     |                               |                   |
| 98 | 8  | Little Problems            | Allison Liddi-Brown | Gregg Ostrin                  | 22 november 1999  |
| In een klassiek geval van miscommunicatie probeert Aphrodite Xena's lichaam om te wisselen met dat van een stervend meisje: niet bepaald wat Xena in gedachten had. |    |                            |                     |                               |                   |
| 99 | 9  | Seeds of Faith             | Garth Maxwell       | George Strayton & Tom O'Neill | 10 januari 2000   |
| Ares beslist dat hij Eli moet stoppen met het verspreiden van zijn boodschappen over liefde en vrede. Hij overtuigt een groep dorpelingen ervan dat ze de Goden niet meer nodig hebben. |    |                            |                     |                               |                   |
| 100 | 10 | Lyre, Lyre, Hearts on Fire | Mark Beesley        | Adam Armus & Nora Kay Foster  | 17 januari 2000   |
| Xena en Gabrielle organiseren een muzikale wedstrijd in Melodia, de muzikale hoofdstad van Griekenland, om zo te beslissen wie de Lier van Terpsichore krijgt. Xena komt tegenover haar moeder Cyrene te staan, die op zoek is naar een vader voor haar ongeboren kleinkind. Gabrielle komt dan weer tegenover Draco te staan, die nog steeds verliefd is op haar. Joxer op zijn beurt staat tegenover zijn broer Jace, aangezien hun relatie niet heel hecht is. |    |                            |                     |                               |                   |
| 101 | 11 | Punch Lines                | Andrew Merrifield   | Chris Manheim                 | 24 januari 2000   |
| In een poging om haar schrijversblok te doorbreken vertelt Gabrielle over een drukke dag aan Aphrodite waarin zij en haar paard Argo werden verkleind door Lachrymose, de God van de Wanhoop. |    |                            |                     |                               |                   |
| 102 | 12 | God Fearing Child          | Philip Sgriccia     | Chris Manheim                 | 5 februari 2000   |
| Wanneer Zeus verneemt dat Xena's ongeboren kind deel uitmaakt van de profetie die Zeus' ondergang voorspelt, zet hij de aanval in op haar, waardoor Hercules te hulp moet snellen. |    |                            |                     |                               |                   |
| 103 | 13 | Eternal Bonds              | Mark Beesley        | Chris Manheim                 | 12 februari 2000  |
| Joxer wordt verwond door volgelingen van de Olympische Goden die uit zijn op de dood van Eve om zo de Schemering te stoppen. Wanneer Gabrielle en Joxer op zoek gaan naar het tegengif zoekt Xena een manier om de legers van de Goden te doen stoppen. |    |                            |                     |                               |                   |
| 104 | 14 | Amphipolis Under Siege     | Mark Beesley        | Chris Black                   | 19 februari 2000  |
| Xena, Gabrielle en Eve komen aan in Amphipolis, waar de dorpelingen hebben besloten zich tegen hun godin Athena te keren, wier leger de stad heeft belegerd totdat ze Xena's dochter heeft gedood. |    |                            |                     |                               |                   |
| 105 | 15 | Married with Fishsticks    | Paul Grinder        | Kevin Maynard                 | 21 februari 2000  |
| Wanneer ze in een gevecht tussen Aphrodite en Discordia geraakt, valt Gabrielle in zee. Wanneer ze bijkomt, is ze veranderd in de sirene Crustacea, en getrouwd met een dubbelganger van Joxer genaamd Hagar. |    |                            |                     |                               |                   |
| 106 | 16 | Lifeblood                  | Michael Hurst       | R.J. Stewart                  | 13 maart 2000     |
| Bij aankomst in het Amazonendorp worden Xena en Gabrielle geconfronteerd met een oorlog in het vooruitzicht. Ze besluiten hun oorspronkelijke plannen om van de baby Eve een Amazonenprinses te maken uit te stellen. |    |                            |                     |                               |                   |
| 107 | 17 | Kindred Spirits            | Josh Becker         | George Strayton               | 20 maart 2000     |
| Joxer moet veroordeeld worden nadat hij werd betrapt tijdens het gluren, maar een worstelrondje met Xena zal hem het leven redden. Gabrielle denkt na over haar rol als Koningin der Amazonen. |    |                            |                     |                               |                   |
| 108 | 18 | Antony & Cleopatra         | Michael Hurst       | Carl Ellsworth                | 24 april 2000     |
| Een slang die verstopt zat in een papyrusrol maakt een einde aan het leven van Cleopatra in Egypte. Xena vermomt zich als de koningin en Gabrielle als haar dienares om Egypte te redden van de Romeinen die zijn verdeeld over de volgelingen van Brutus, Marcus Antonius en Octavius, de geadopteerde zoon van Caesar. Terwijl ze op zoek gaan naar de moordenaar van Cleopatra, gebeurt het onverwachte: Xena wordt verliefd op Marcus Antonius.               |    |                            |                     |                               |                   |
| 109 | 19 | Looking Death in the Eye   | Garth Maxwell       | Carl Ellsworth                | 24 april 2000     |
| Een oude Joxer vertelt zijn kinderen over het laatste avontuur van Xena en Gabrielle, toen ze probeerden om de Goden om de tuin te leiden om zo de aanvallen op hen en hun geliefden te laten ophouden. |    |                            |                     |                               |                   |
| 110 | 20 | Livia                      | Rick Jacobson       | Chris Manheim                 | 1 mei 2000        |
| Xena en Gabrielle ontwaken in het ijsgraf waar Ares hun lichamen heenbracht toen hij dacht dat ze dood waren. Ze ontdekken dat dat ondertussen vijfentwintig jaar geleden is en dat Eve opgegroeid is als een Romeinse met de naam Livia. Livia is ondertussen een bloeddorstige krijger die probeert Eli's cultus te elimineren. |    |                            |                     |                               |                   |
| 111 | 21 | Eve                        | Mark Beesley        | George Strayton               | 8 mei 2000        |
| Livia weigert te accepteren dat ze in feite Eve is, de dochter van Xena. Ze blijft Eli's volgelingen doden op een nog gruwelijkere manier dan voordien om Ares te plezieren en zo de Keizerin van Rome te worden. |    |                            |                     |                               |                   |
| 112 | 22 | Motherhood                 | Rick Jacobson       | Robert Tapert                 | 15 mei 2000       |
| Wanneer de Olympische Goden ontdekken dat Livia en Eve één en dezelfde persoon zijn, vrezen ze opnieuw de profetie van de Schemering. Athene geeft de Furiën een speciale opdracht: ze moeten Gabrielle tot waanzin drijven zodat ze Eve vermoordt. Wanneer Eve echter wordt geïnitieerd in de Weg van de Liefde, verkrijgt Xena de kracht om Goden te doden. |    |                            |                     |                               |                   |

### Seizoen 6 (2000 - 2001)
| Nr. | #  | Titel                      | Regisseur          | Schrijver(s)                  | Datum uitzending |
| --- | -- | -------------------------- | ------------------ | ----------------------------- | ---------------- |
| 113 | 1  | Coming Home                | Mark Beesley       | Melissa Good                  | 2 oktober 2000   |
| Xena, Gabrielle en Eve arriveren in het Amazonengebied waar ze de nieuwe Koningin Marga ontmoeten. Ze ontdekken dat de stam in gevecht is met Ares, aangezien die denkt dat de Amazonen ambrozijn verbergen. Zo zou hij opnieuw een God kunnen worden. Ares wordt gemarteld door de Furiën, die willen dat hij Xena doodt om zo de dood van de Olympische Goden te wreken. |    |                            |                    |                               |                  |
| 114 | 2  | The Haunting of Amphipolis | Garth Maxwell      | Joel Metzger & Edithe Swensen | 9 oktober 2000   |
| Xena komt thuis in Amphipolis met Gabrielle en Eve. Ze vinden het verlaten en behekst terug. |    |                            |                    |                               |                  |
| 115 | 3  | Heart of Darkness          | Mark Beesley       | Emily Skopov                  | 16 oktober 2000  |
| Een aartsengel met de naam Lucifer wordt naar de Aarde gestuurd om Xena te dwingen naar de Hel te gaan als nieuwe Koningin. Zo zouden de poorten van de Hel gesloten worden voordat het Kwaad de controle over het volk overneemt. Xena besluit Lucifer te overhalen om haar plaats in te nemen. |    |                            |                    |                               |                  |
| 116 | 4  | Who's Gurkhan?             | Michael Hurst      | R.J. Stewart                  | 23 oktober 2000  |
| Gabrielle komt thuis in Potidaea, waar ze haar zuster Lila tegenkomt. Lila vertelt haar dat een man met de naam Gurkhan haar dochter Sarah heeft ontvoerd, en haar ouders en echtgenoot heeft vermoord. Op zoek naar wraak beslist Gabrielle Gurkhan's paleis op te zoeken in de ommuurde stad Moghador in Noord-Afrika samen met Xena, Eve en Virgil. |    |                            |                    |                               |                  |
| 117 | 5  | Legacy                     | Chris Martin-Jones | Melissa Good                  | 30 oktober 2000  |
| Xena en Gabrielle worden verwelkomd in de woestijnen van Noord-Afrika door een groep nomaden. Schuldgevoeld begint Gabrielle echter al snel te achtervolgen nadat ze per ongeluk een van de nomaden heeft gedood, aangezien ze dacht dat hij haar aanviel. |    |                            |                    |                               |                  |
| 118 | 6  | The Abyss                  | Rick Jacobson      | James Kahn                    | 6 november 2000  |
| Terwijl ze in gevecht zijn met een stam kannibalen, verklaren Xena en Gabrielle eindelijk hun liefde voor elkaar als zielsverwanten. |    |                            |                    |                               |                  |
| 119 | 7  | The Rheingold              | John Fawcett       | R.J. Stewart                  | 18 november 2000 |
| Een Noorse man met de naam Beowulf toont Xena een vreemd hangslot, dat haar doet denken aan haar tijd in de Noorlanden. De volgende ochtend is Xena met Beowulf vertrokken om enkele daden uit het verleden te niet te doen. Gabrielle besluit om hen te volgen. Ze bereikt eindelijk de Noorlanden waar ze de vrouw Brunnhilda ontmoet. Deze vertelt haar over Xena's verleden als een kwaadaardige Walkure en haar relatie met Odin, die haar vertelde waar het kostbare Rijngoud is verborgen. |    |                            |                    |                               |                  |
| 120 | 8  | The Ring                   | Rick Jacobson      | Joel Metzger                  | 20 november 2000 |
| Gabrielle, Brunnhilda en Beowulf vinden Xena levend terug na de aanval van Grendel. Wanneer ze arriveren in de mijn waar Grendel zich schuilhoudt, onthult Xena dat Grendel ooit de Walkure Grinhilda was, die ooit de Ring van het Rijngoud om haar vinger deed in een wanhopige poging om Xena's schrikbewind te stoppen. |    |                            |                    |                               |                  |
| 121 | 9  | Return of the Valkyrie     | John Fawcett       | Emily Skopov                  | 2 december 2000  |
| Een jaar na de strijd in het moeras tegen Odin en de Walkuren zijn Beowulf en zijn sidekick Wiglaf op bezoek bij Koning Hroðgar van Denemarken op de dag van diens huwelijk. Beowulf is geschokt wanneer Xena de bruid blijkt te zijn. Xena verloor haar geheugen en wordt Wealthea genoemd. Na het huwelijk overtuigt Beowulf Xena ervan wie ze is en wat ze moet doen: terugkeren naar het moeras om Gabrielle te laten ontwaken, als Grinhilda niet eerder weet te doden.                      |    |                            |                    |                               |                  |
| 122 | 10 | Old Ares Had a Farm        | Charles Siebert    | R.J. Stewart                  | 15 januari 2001  |
| Xena, Gabrielle en Ares genieten van het leven op de buiten, terwijl ze zich verschuilen voor een stel boze krijgsheren die op zoek zijn naar de voormalige God van de Oorlog. |    |                            |                    |                               |                  |
| 123 | 11 | Dangerous Prey             | Renée O'Connor     | Joel Metzger                  | 27 januari 2001  |
| Een prins met de naam Morloch maakt jacht op de Amazonen alsof het dieren zijn. Wanneer hij Marga doodt, moet Xena Varia leren wat nodig is om de Koningin op te volgen. Gabrielle blijft in het Amazonendorp, terwijl Xena en Varia, die alle hulp weigert, op zoek gaan naar Morloch om hem te doden. |    |                            |                    |                               |                  |
| 124 | 12 | The God You Know           | Garth Maxwell      | Emily Skopov                  | 29 januari 2001  |
| Aartsengel Michael vraagt Xena en Gabrielle om de Romeinse keizer Caligula te doden. Caligula is veranderd in een God en is op zoek naar Eve en de andere volgelingen van Eli. Wanneer Xena aankomt in Rome, voorkomt Ares dat Caligula gedood wordt, aangezien dat de dood van Aphrodite zou betekenen. |    |                            |                    |                               |                  |
| 125 | 13 | You Are There              | John Laing         | Chris Black                   | 5 februari 2001  |
| Een hedendaagse verslaggever komt aan op het Noorse platteland om de waarheid achter Xena's recente komst te achterhalen, alsook om te ontdekken of ze werkelijk een heldin of een schurk is. |    |                            |                    |                               |                  |
| 126 | 14 | Path of Vengeance          | Chris Martin-Jones | Joel Metzger                  | 17 februari 2001 |
| Eve gaat naar het Amazonengebied, waar ze wordt gevangen en veroordeeld door de Koninginnen. Gabrielle en haar zuster bundelen hun krachten om Eve te bevrijden. Xena ontdekt dat Varia opnieuw in de fout is gegaan door een bondgenootschap te sluiten met Ares. |    |                            |                    |                               |                  |
| 127 | 15 | To Helicon and Back        | Michael Hurst      | Liz Friedman & Vanessa Place  | 19 februari 2001 |
| Varia wordt ontvoerd door Bellerophon, de zoon van Artemis. Gabrielle leidt de Amazonen naar zijn fort in Helicon om de Koningin te redden. |    |                            |                    |                               |                  |
| 128 | 16 | Send in the Clones         | Charlie Haskell    | Paul Robert Coyle             | 23 april 2001    |
| De zoveelste reïncarnatie van Alti kloont Xena en Gabrielle om een ravage aan te richten in de hedendaagse wereld. Ze worden geholpen door drie nerds met vreemd genoeg bekende gezichten. |    |                            |                    |                               |                  |
| 129 | 17 | Last of the Centaurs       | Garth Maxwell      | Joel Metzger                  | 30 april 2001    |
| Ephiny's geest vraagt aan Gabrielle om haar zoon Xenan te helpen, die in gevaar is. Een man met de naam Belach wil hem doden omdat hij zijn dochter Nicha heeft ontvoerd. Wanneer Xena, Gabrielle en Ephiny Belach ontmoeten, ontdekken ze dat hij de zoon is van Borias. Wanneer ze Belach proberen te beletten zijn wraak te voltooien tegen de Centauren, herinnert Xena zich hoe ze Borias voor het eerst ontmoette en hoe hij zijn familie verliet voor haar liefde.                         |    |                            |                    |                               |                  |
| 130 | 18 | When Fates Collide         | John Fawcett       | Katherine Fugate              | 7 mei 2001       |
| Julius Caesar ontsnapt uit de Onderwereld en verandert het weefgetouw van het Lot, zodat het lot gewijzigd wordt. Hij is nu getrouwd met Xena en heerst over het machtige Romeinse Rijk. Gabrielle is een succesvolle schrijfster van theaterstukken die liever een interessanter leven zou willen leiden Joxer is een Romeinse soldaat. |    |                            |                    |                               |                  |
| 131 | 19 | Many Happy Returns         | Mark Beesley       | Liz Friedman & Vanessa Place  | 14 mei 2001      |
| Gabrielle is weer jarig. Deze keer worden de meisjes het slachtoffer van hun wederzijdse practical jokes, maar met de hulp van Aphrodite en een mooi gedicht van Sappho sluiten ze weer vrede en vliegen de zonsondergang tegemoet. |    |                            |                    |                               |                  |
| 132 | 20 | Soul Possession            | Josh Becker        | Melissa Blake                 | 4 juni 2001      |
| Er wordt verklaard waarom Gabrielle niet stierf in de brandkloof op het einde van het derde seizoen. Er wordt ook een aanpassing gemaakt over de seksen onder de reïncarnaties van Xena, Gabrielle en Joxer. |    |                            |                    |                               |                  |
| 133 | 21 | A Friend in Need: Part 1   | Robert Tapert      | R.J. Stewart & Robert Tapert  | 11 juni 2001     |
| Een dode vrouw uit Xena's verleden stuurt een monnik om Xena om hulp te vragen. Xena en Gabrielle reizen naar het verre Japan, waar Xena lang geleden al eens geweest is om een boze geest en diens leger te confronteren. |    |                            |                    |                               |                  |
| 134 | 22 | A Friend in Need: Part 2   | Robert Tapert      | R.J. Stewart & Robert Tapert  | 18 juni 2001     |
| Wanneer Xena sterft om Yodoshi te kunnen bevechten als een geest, begint Gabrielle aan een gevaarlijke reis om het lichaam van haar vriendin terug te halen en haar as in het Fontein van de Kracht te strooien, die haar terug zal brengen uit de dood. |    |                            |                    |                               |                  |